# Джексон (парафія)
Шаблон:StateAbbr_ 32°18′ пн. ш. 92°33′ зх. д. / 32.3° пн. ш. 92.55° зх. д.
Округ  Джексон (англ. Jackson Parish) — округ (парафія) у штаті  Луїзіана, США. Ідентифікатор округу 22049.

## Історія
Парафія утворена 1845 року.

## Демографія
За даними перепису 
2000 року 
загальне населення округу становило 15397 осіб, зокрема міського населення було 4877, а сільського — 10520.
Серед мешканців округу чоловіків було 7352, а жінок — 8045. В окрузі було 6086 домогосподарств, 4300 родин, які мешкали в 7338 будинках.
Середній розмір родини становив 3,01.
Віковий розподіл населення поданий у таблиці:
| Стать    | До 15 років | 15-21 | 22-29 | 30-39 | 40-49 | 50-65 | 65-85 | Понад 85 |
| -------- | ----------- | ----- | ----- | ----- | ----- | ----- | ----- | -------- |
| Чоловіки | 1593        | 835   | 665   | 964   | 1019  | 1275  | 880   | 121      |
| Жінки    | 1555        | 795   | 738   | 1056  | 1079  | 1336  | 1235  | 251      |

## Суміжні округи
- Лінкольн — північ
- Вачіта — північний схід
- Колдвелл — південний схід
- Вінн — південь
- Б'єнвіль — захід

## Виноски
1. ↑  U.S. Decennial Census. United States Census Bureau. Архів оригіналу за 26 квітня 2015. Процитовано 1 вересня 2014.
2. ↑  Historical Census Browser. University of Virginia Library. Архів оригіналу за 11 серпня 2012. Процитовано 1 вересня 2014.
3. ↑  Population of Counties by Decennial Census: 1900 to 1990. United States Census Bureau. Архів оригіналу за 15 вересня 2014. Процитовано 1 вересня 2014.
4. ↑  Census 2000 PHC-T-4. Ranking Tables for Counties: 1990 and 2000 (PDF). United States Census Bureau. Архів оригіналу (PDF) за 18 грудня 2014. Процитовано 1 вересня 2014.
5. ↑  State & County QuickFacts. United States Census Bureau. Архів оригіналу за 6 червня 2011. Процитовано 9 серпня 2013.(англ.) Наведено за англійською вікіпедією.
6. ↑  American FactFinder. Бюро перепису населення США. Архів оригіналу за 21 травня 2008. Процитовано 31 січня 2008.

| США | Це незавершена стаття з географії США. Ви можете допомогти проєкту, виправивши або дописавши її. |